# Geomedien
Als Geomedien werden Präsentations- und Informationsmedien zur Darstellung und Übermittlung von Geoinformationen bezeichnet.

## Definition
Etymologisch betrachtet sind zwei Worte zu klären. Da ist zunächst die Vorsilbe Geo. Sie kommt aus dem Griechischen und bedeutet „Erde“. Sie steht für den räumlichen Bezug und wird in vielen Begriffen in diesem Sinn eingesetzt wie Geographie oder Geologie. Medium, aus dem Lateinischen kommend, meint im Ursprünglichen etwas, das sich in der „Mitte“ befindet. Neben anderen Wortanwendungen ist Medium im Zusammenhang mit der Vorsilbe Geo als Übermittler von räumlichen Informationen zu verstehen. Darunter sind im Wesentlichen die audiovisuellen Medien (TV), das Internet und multimediale Autorensysteme zu verstehen (AG Geomedien).
Die Bundeszentrale für politische Bildung fasst den Begriff Medien zusammen als einen „Sammelbegriff für alle audiovisuellen Mittel und Verfahren zur Verbreitung von Informationen, Bildern, Nachrichten etc. Zu den Massenmedien zählen insbesondere die Presse (Zeitungen, Zeitschriften), der Rundfunk (Hörfunk, Fernsehen) und in zunehmendem Maße auch das Internet“ (Schubert und Klein 2006).
Alle diese Medien sind geeignet, raumbezogenen Daten zu kommunizieren. D.h. alle Medien können als Geomedien agieren. Die Liste der Anwendungen ist lang: Stadtpläne und Routenplanungen können im Internet genutzt werden, Karten zeigen in Zeitungen und den Fernsehnachrichten die Schauplätze des Geschehens, virtuelle Globen (z. B.: Google Earth) führen durch eine Welt unter dem Einfluss des Klimawandels oder durch die Architektur modern gestalteter Lebenswelten. Bis weit ins 20. Jahrhundert hinein war es Karten und Atlanten vorbehalten, als Grundlage zu dienen, sich zu orientieren und über raumbezogene Phänomene aufzuklären. Heute kann dafür fast die gesamte Medienvielfalt genutzt werden.
Der Begriff Geomedien kann als Kartographie oder im weiteren Sinne als Geoinformation, unter Einsatz aller verfügbarer Medien, bezeichnet werden. Eine Analyse zeigt, dass Geomedien ohne die Grundlagen und Kenntnisse aus der Kartographie nicht existieren können. Es besteht eine enge Beziehung zwischen den Geomedien und der Kartographie. Dabei sind die Geomedien nicht als Weiterentwicklung der klassischen Kartographie zu verstehen, sondern als ein entscheidender Bestandteil dieser.
Geomedien einzusetzen bedarf also einer breiten Palette an Fähigkeiten: kartographisches Handwerk bzw. Fertigkeiten und sehr gute Kenntnisse der technischen Systeme. Dazu gehören eine Vielfalt unterschiedlicher Softwareprodukte aus den Bereichen Print, Audio, Video, Internet, Location based services, Fernerkundung, Geobrowser und Geoinformationssysteme (GIS). Die digitalen Medien nehmen eine besondere Stellung ein. Als Ausgabegeräte dienen neben dem PC u. a. auch PDA, iPod, Handy und Navigationsgeräte. Diese Informationsmedien verbreiten sich seit Jahren zunehmend. Die steigenden Speicherkapazitäten und wachsendes Interesse an Geodaten fordern eine verstärkt professionelle Visualisierung. Bei aller Vielfalt der Ausgabemedien darf jedoch nicht vergessen werden, dass viele Geodaten am Ende auch ausgedruckt werden. Die klassische Karte ist zwar seltener geworden, dafür steht das individuelle Unikat im Mittelpunkt. Damit die Karte eine hohe Qualität aufweist, muss sie auch von professioneller Hand erstellt werden.
Es ist letztlich entscheidend, dass die Geodaten inhaltlich verständlich, kartographisch korrekt, ansprechend und informativ medial umgesetzt werden. Dabei sind graphisch optische Aspekte und eine technisch einwandfreie Arbeit ebenso wichtig wie inhaltliche Präzision.